# Охим
Охим (др.-греч. Ὄχιμος) — персонаж древнегреческой мифологии. Старший из семи сыновей Гелиоса и Роды. Правитель Родоса (острова Эгейского моря).

## Мифология
Восхождению на трон предшествовало братоубийство. Семь братьев-гелиодов жили на Родосе. Братья Актий, Триоп, Макарей и Кандал убили брата Тенага. Братоубийцы бежали со своего родного острова, а Охим и Кенаф остались, не будучи причастными к преступлению.
Охим захватил контроль над островом, поселился в области Иалис, основав там город Ахайю.
Охим вступил в брак с нимфой Гегеторией, у них родилась дочь Кидиппа (она же Кирбия). По Диодору, Охим выдал дочь замуж за своего брата Керкафа. По Плутарху, отец просватал её за Окридиона, но влюбленный в неё Керкаф уговорил вестника отвести её к нему. Керкаф и Кидиппа бежали и вернулись, когда Охим состарился.
Три сына Керкафа и Кидиппы (Линд, Иалис и Камир) унаследовали остров Родос. Их имена носили три города на Родосе.
Страбон в книге XIV своего труда под названием «География» сообщает, в контексте продвижения по Родосу, о местностях Иалис, Линд, Камир и про акрополь Охима : 
После Линда идут местности Иксия и Мнасирий. Затем следует Атабирий — самая высокая из здешних гор, посвящённая Зевсу Атабирию; далее — Камир, а потом селение Иалис, над которым находится акрополь под названием Охирома.

## Культурное влияние
Червонец охим (лат. Lycaena ochimus) — дневная бабочка из семейства голубянок.